# ساشيمي

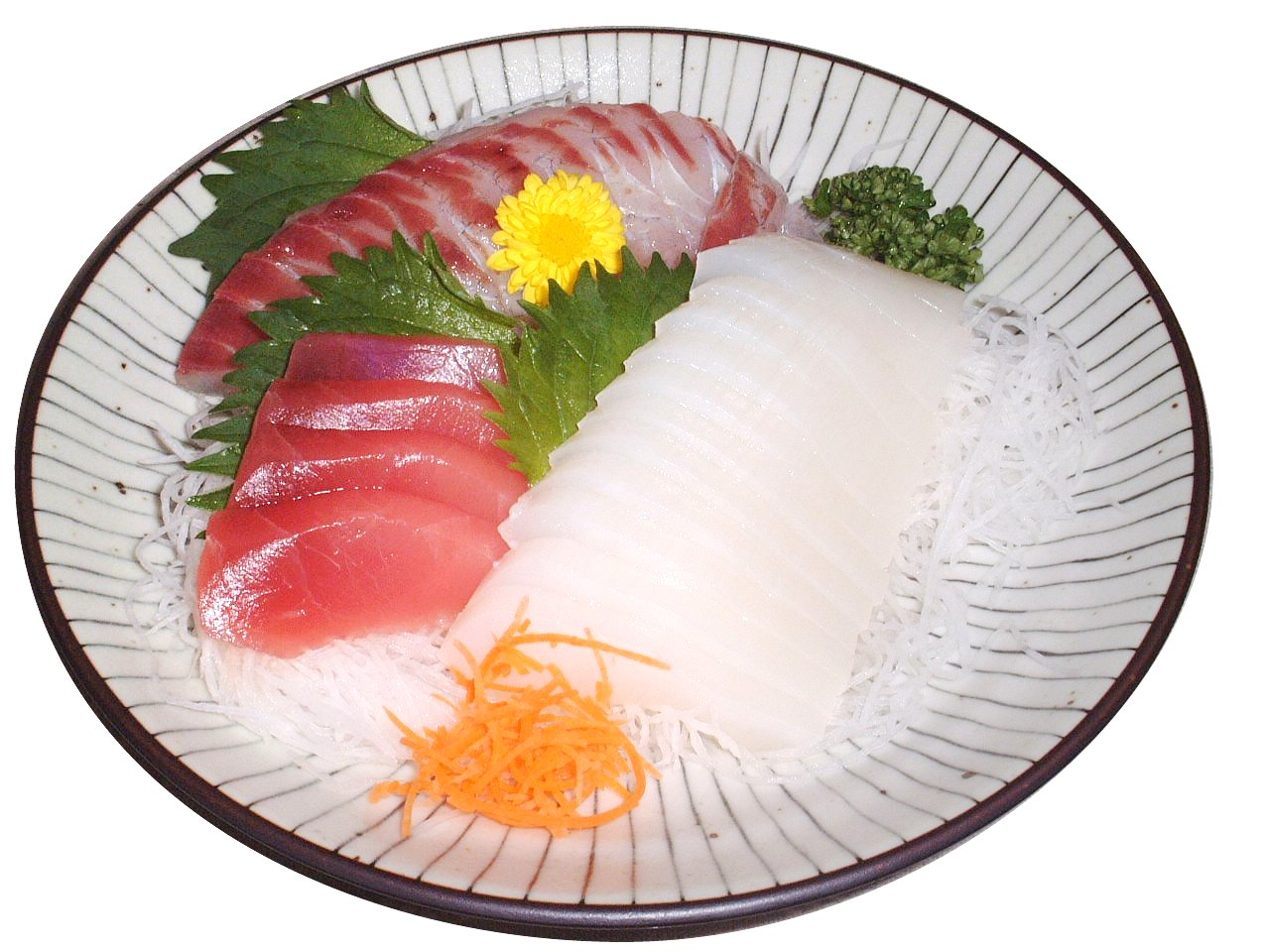
طبق من الساشيمي.

الساشيمي (باليابانية: 刺身 وتعني حرفيًّا: الجسد المثقوب) هو طبق مأكولات يابانية يتكون بشكل رئيسي من مأكولات بحرية نيئة مقطعة على شرائح رقيقة، تُقدَّم عادة مع صلصة مثل صلصة الصّويا مع معجون الواسابي أو الزنجبيل. يتراوح حجم القطع بين 2 إلى 4 سم، بسماكة حوالي 0.5 سم. يعد طبق الساشيمي من أهم الأطباق في الوجبات الرسمية، ومن الممكن أن يكون في بعض الأحيان الطبق الرئيسي في الوجبة. لا يُعتبر الساشيمي نوعًا من السوشي، مع أنّهما يُقدّمان معًا أحيانًا. يتكوَّن طبقُ الساشيمي أحيانًا من ثمار البحر، وقد يضع اليابانيون لحم الأخطبوط في الساشيمي، ومن المتّبع لديهم في مثل هذه الحالة طهي لحم الأخطبوط، وهناك نوع من الساشيمي أقلّ شيوعًا يتكوَّن من اللّحم النّيّء فقط. يُعتقد أنّ الاسم ساشيمي أطلق على هذا الطّعام لأنّ العادة كانت تقضي أن يوضع ذيل السّمكة فوق اللّحم المقطّع كي يعرف من يتناول الطّبق نوع السّمك الّذي يرغبُ بأكله.

## أنواع الساشيمي
من أشهر لحوم الأسماك الّتي تدخُل في طبق الساشيمي:
- سمك السلمون (باليابانيَّة: 鮭 ساكي).
- السَّبيدَج، أو الصّبيدَج المعروف أيضًا بالكلماري (باليابانيَّة: いか إكا).
- الروبيان، أو الجمبري، المعروف أيضًا باسم روبيان القريدس (باليابانية: えび إبي).
- سمك التُّنّ، أو التّونا (باليابانيَّة: まぐろ ماغورو).
- سمك الإسْقُمرِيّ (وباليابانيَّة: さば سابا).
- الحبّار (وباليابانيَّة: たこ تاكو).
- سمك البوري المُذَهَّب (وباليابانيَّة: はまち هاماتشي).
- سمك القراض. (وباليابانيَّة: ふぐ فوغو).
- المحار المِرْوَحِيّ، المعروف أيضًا بالأسقلوب (وباليابانيَّة: ほたて貝 هوتاتي غاي).
- قُنفُذ البحر (وباليابانيَّة: ウニ أوني).
- لحم الحوت (وباليابانيَّة: 鯨肉 غي نِكو).

## معرض صور

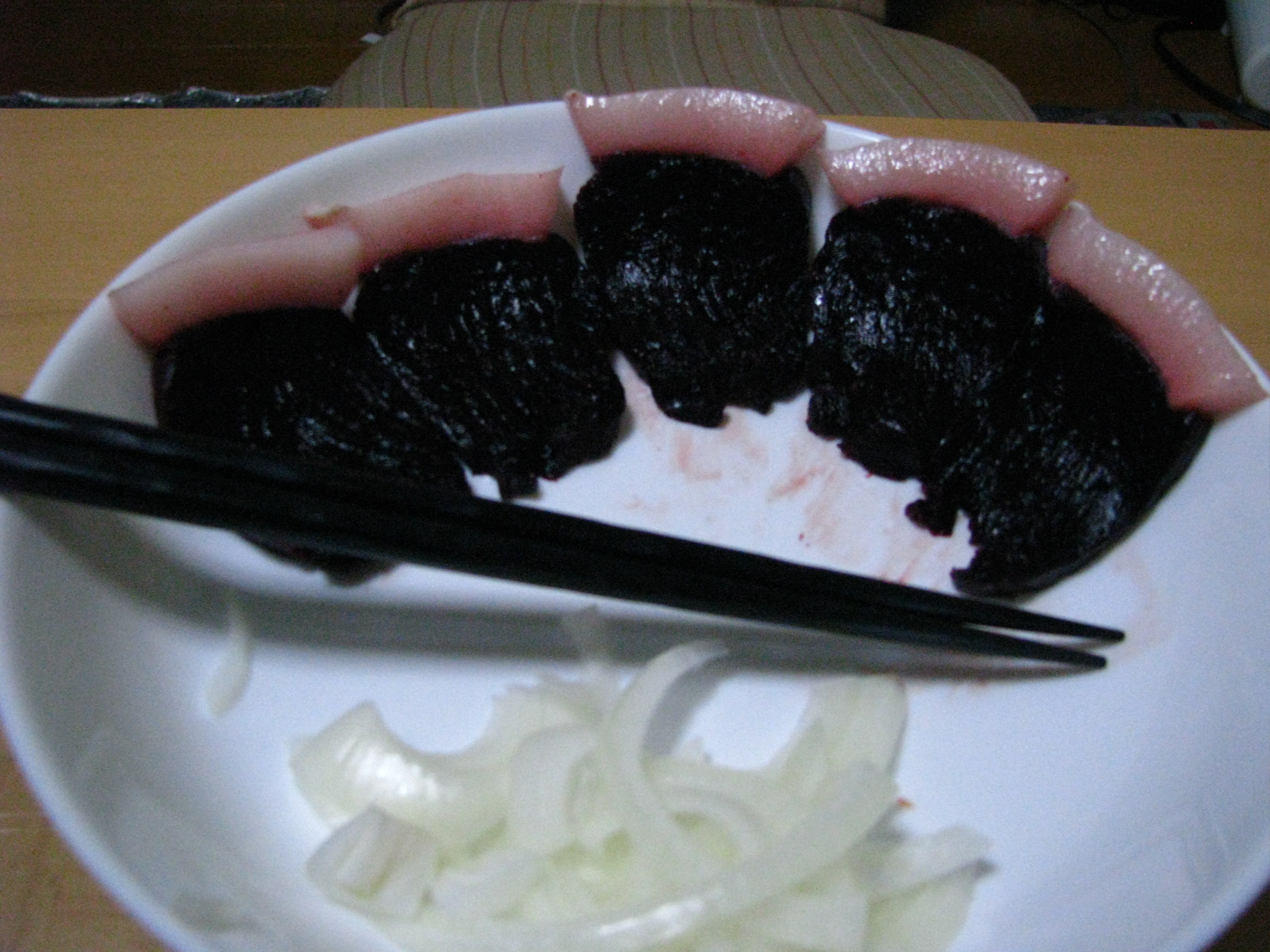
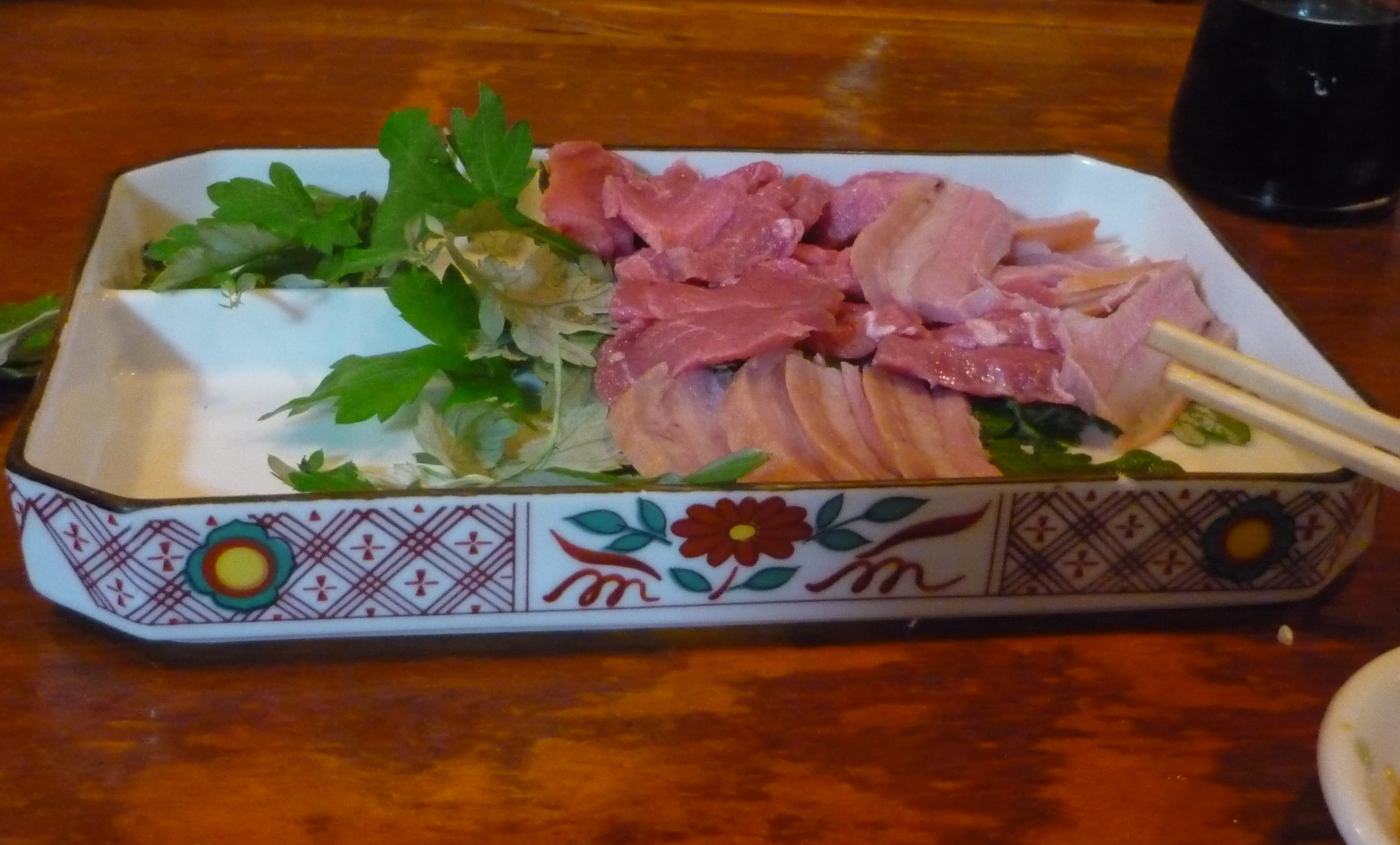
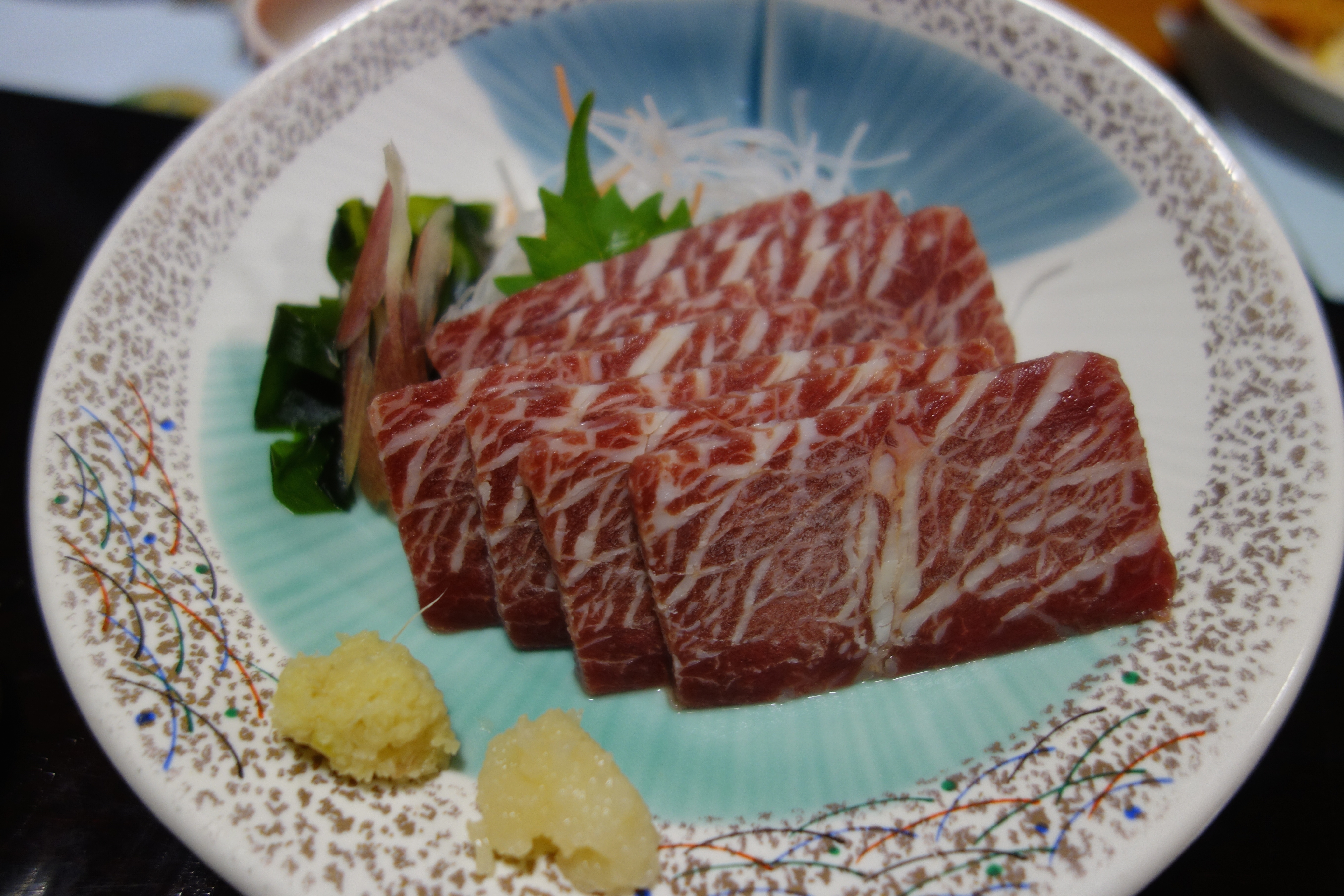
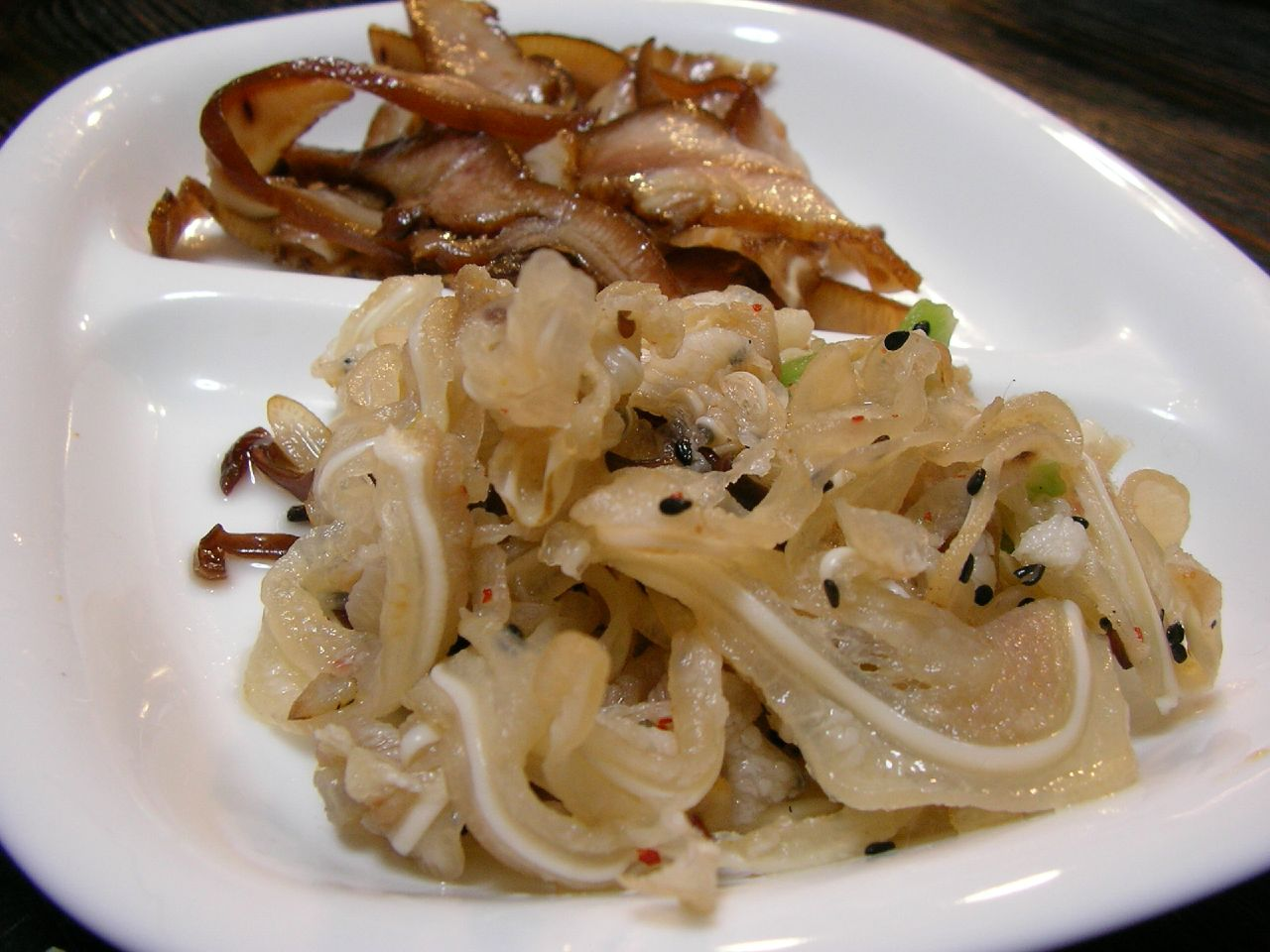
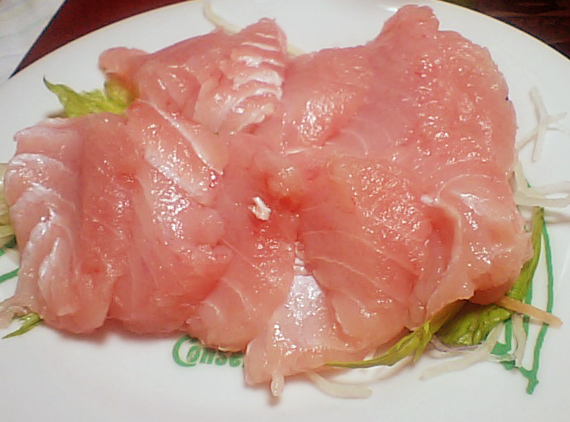
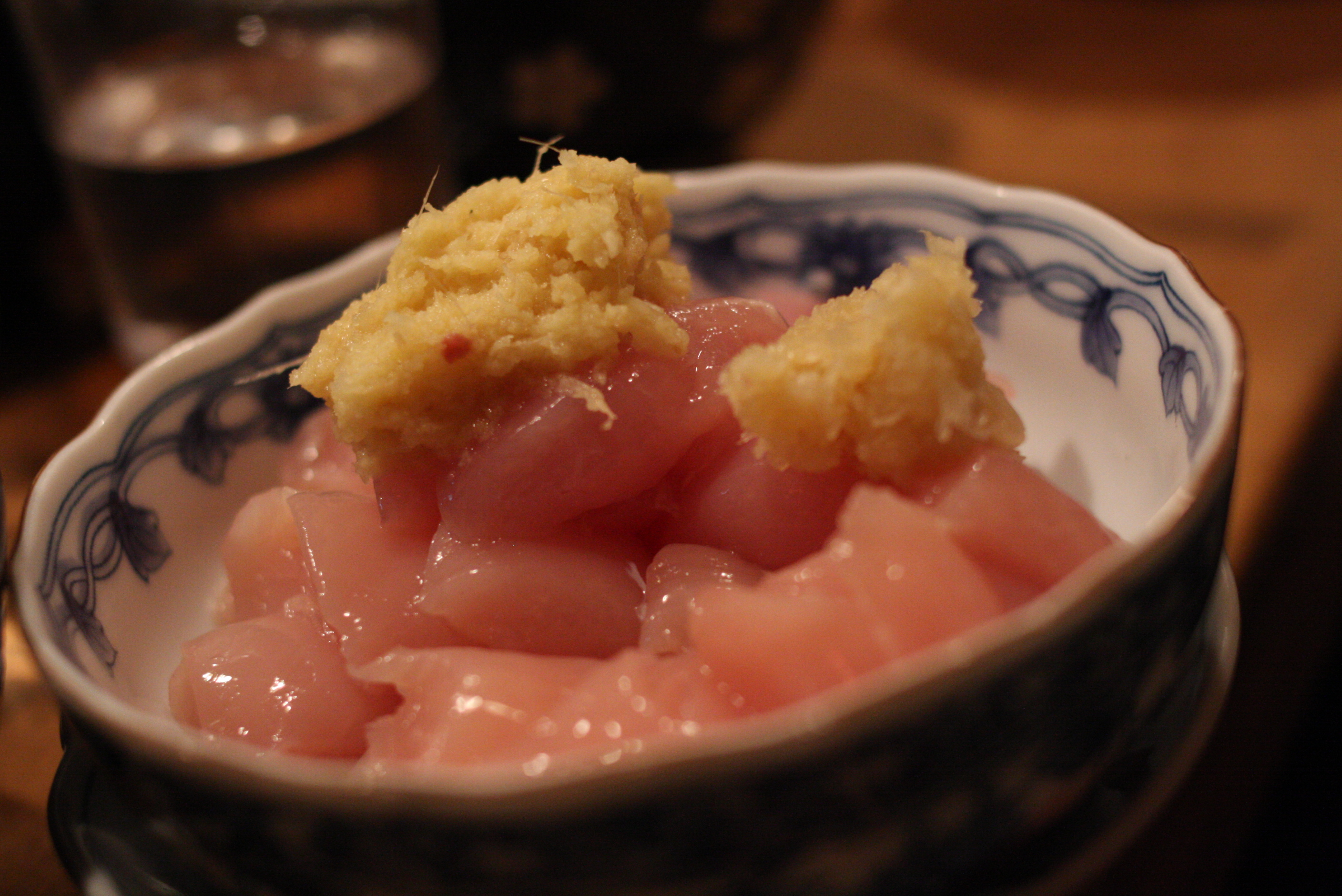
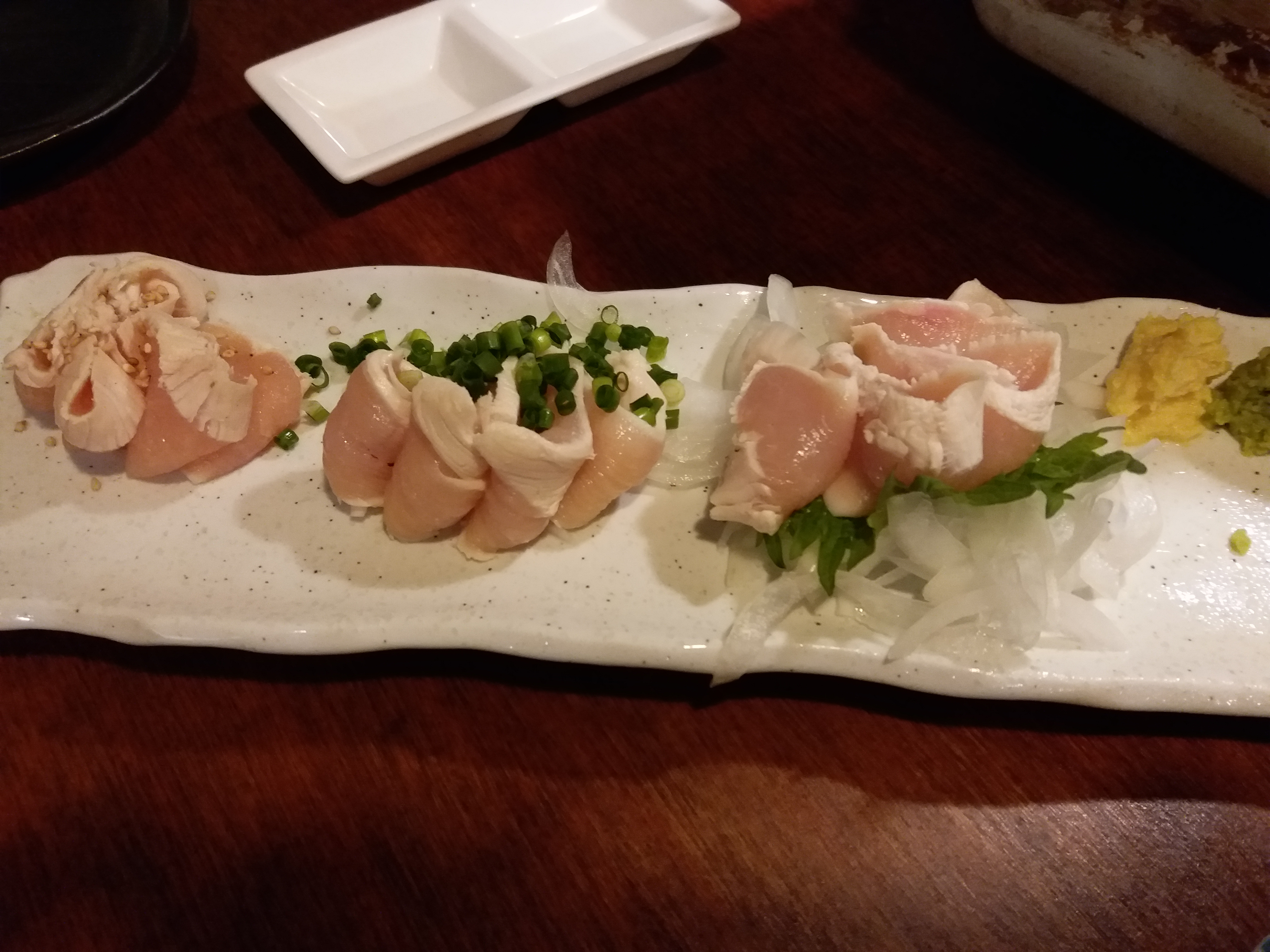

## اقرأ أيضا
- سوشي
- مطبخ ياباني